# George Leonardos
George Leonardos (grego: Γιώργος Λεονάρδος, Alexandria, 20 de fevereiro de 1937) é um jornalista, repórter, apresentador e escritor grego.

## Biografia

### Formação acadêmica e profissão
Formado em Jornalismo, trabalhou como jornalista e repórter para diversos jornais gregos e fez coberturas sobre a Guerra do Vietnã e Guerra Irã-Iraque para a televisão.

### Como um escritor
O seu primeiro livro, Grandmam's red sofa (grego: Το κόκκινο Σαλόνι της Γιαγιάς), foi publicado em 1992. A trilogia The Palaeologian Dynasty (grego: Παλαιολόγεια Δυναστεία) foi condecorada em 2008 com o prêmio estatal de literatura da Grécia e recebeu um prêmio da fundação Botis.

## Obra

### Romances
- Το κόκκινο Σαλόνι της Γιαγιάς Grandmam's red sofa, 1992
- Το σπίτι πάνω απ' τις κατακόμβες The house over the catacombs, 1993
- Εύα Eva, 1994
- Οι πόλοι του μαγνήτη The magnet poles, 1995
- Οι εραστές της γης Earth's lovers, 1996
- Το τραγούδι της ψυχής  A song from the soul, 1997

### Romances históricos
- Μπαρμπαρόσα ο πειρατής Barbarossa the Pirate, 1998
- Μάρα, η χριστιανή σουλτάνα Mara, the Christian Sultana, 1999
- Μαρία η Μαγδαληνή Maria Magdalene, 2001
- Η ωραία κοιμωμένη του Μυστρά Sleeping Beauty of Mystra, 2002
- Μιχαήλ Η Παλαιολόγος Michael VIII Palaeologue, 2004 (parte da trilogia The Palaeologian Dynasty)
- Οι Παλαιολόγοι The Palaeologues, 2006 (parte da trilogia The Palaeologian Dynasty)
- Ο τελευταίος Παλαιολόγος The last Palaeologue, 2007 (parte da trilogia The Palaeologian Dynasty)
- Σοφία Παλαιολογίνα Sophia Paleologue - From Byzantium to Russia, 2008
- Μαγγελάνος  Magellan,2009
- Ξεκλειδώνοντας τα μυστικά της Θούλης Thule 2010